# Môdahtou
Môdahtou est un lieu-dit situé à l'extrême sud-ouest de la république de Djibouti, au sud du lac Abbe. Selon les cartes et les périodes, on peut aussi trouver les graphies Moraïto ou Mourhato.
C'est là que se déroule en 1935 un combat au cours duquel l'administrateur Albert Bernard et les miliciens qui l'accompagnaient sont tués. Un mémorial y a été construit, rénové en 2015. La colline où il se situe est parfois appelée « Mont Bernard ».